# 2015 VIXX LIVE FANTASIA UTOPIA
"2015 VIXX LIVE FANTASIA UTOPIA"는 한국의 음악 그룹 빅스의 두 번째 단독 콘서트 투어로, 대한민국을 시작으로 일본, 필리핀, 싱가포르도 방문해 총 7회에 걸친 공연을 펼칠 예정이다.

## 투어 일정
| 날짜            | 도시     | 국가     | 장소                          |
| --------------- | -------- | -------- | ----------------------------- |
| 아시아          |          |          |                               |
| 2015년 3월 28일 | 서울     | 대한민국 | 올림픽 공원 체조경기장        |
| 2015년 3월 29일 | 서울     | 대한민국 | 올림픽 공원 체조경기장        |
| 2015년 4월 9일  | 횡빈     | 일본     | 요코하마 아레나               |
| 2015년 4월 12일 | 신호     | 일본     | 고베 월드 기념 홀 (1일 2회)   |
| 2015년 5월 2일  | 마닐라   | 필리핀   | 몰 오브 아시아 아레나         |
| 2015년 5월 2일  | 싱가포르 | 싱가포르 | 싱가포르 엑스포 맥스 파빌리온 |

## 세트 리스트
- 공연 후 기록 예정